# Agrela (Fafe)
Agrela is een plaats (freguesia) in de Portugese gemeente Fafe en telt 271 inwoners (2001).

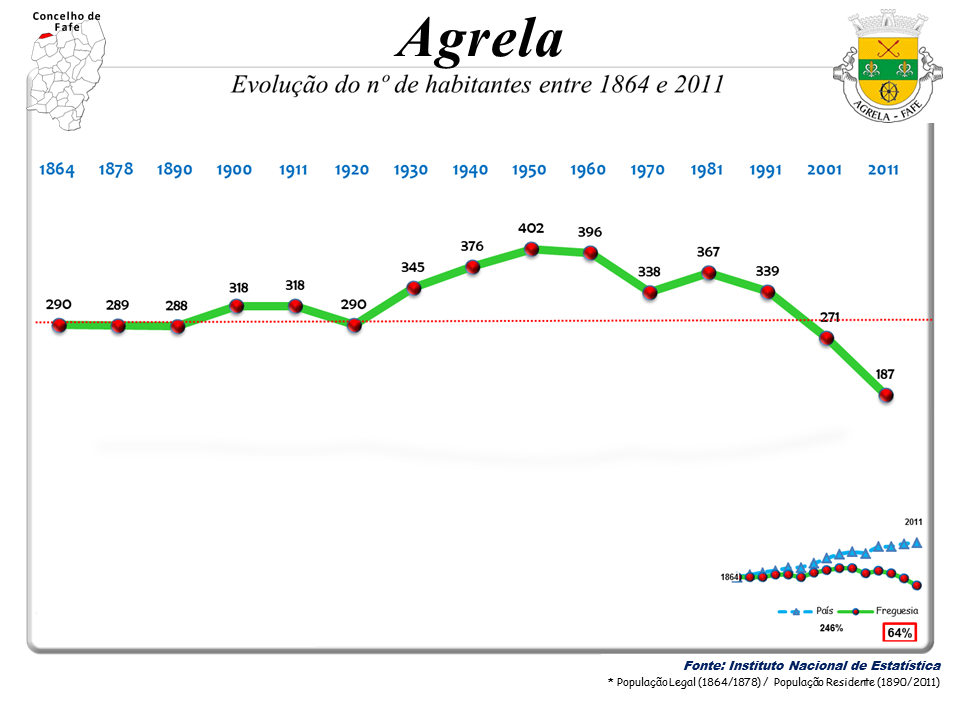
Bevolkingsontwikkeling tussen 1864 en 2011